# テイン・セイン
テイン・セイン（ビルマ語: သိန်းစိန်、Thein Sein、ALA-LC翻字法: Sinʻ" Cinʻ、IPA: /t̪éʲn sèʲN/、1944年4月20日 - ）は、ミャンマーの政治家、同国首相、連邦団結発展党党首、同国大統領（軍事政権後初代・国家元首通算第10代）を歴任した。大統領就任時の階級は中将。民族的には華人であり、中国語名は登盛（簡体字:登盛）。
他の国軍高官とは違って、利権や汚職などのスキャンダルに見舞われず、国民にはクリーンなイメージを持たれていた。野心がなく、上官の命令に逆らうことはない官吏タイプとも評されている。このためタンシュエの信頼が厚く、「忠実な部下」「典型的なイエスマン」とも評される。タンシュエの後に大統領として指名されたのは、タンシュエ自身が引退後に、「自らの安全」も考慮した結果ともされる。

## 誕生日について
2015年の毎日新聞の報道によると、ミャンマーにおいては占星術と結びついた呪術に使われるのを避けるため、テイン・セインに限らず要人は正確な誕生日を公表しないという。記事では関係者への取材から、実際にテイン・セインが生まれたのは1944年の可能性が高いと述べ、ある占星術師は1944年5月の金曜日の生まれと明かしたと記載されている。またミャンマーで見られる、生まれた曜日で名前の規則が決まるという文化から見てもテイン・セインは金曜日生まれであると見られる。

## 生い立ち
エーヤワディーデルタ地帯にある300世帯ほどのチョンクーという小さな村で生まれた。赤ん坊の頃に日本兵に抱かれた経験があるのだという。両親は土地を持たない最下層の貧農で、兄と姉がいる3人兄弟の末っ子。貧しかったが、信仰心の厚い家庭で、父親は母親の死後仏門に入り、そのまま亡くなった。テインセインは村の僧院で学び、成績優秀だったためパッセインの学校に送られ、学費が払えず一時故郷の村に戻るなど苦学したが、なんとか高校を卒業した。算数とビルマ語が得意で、バレーボールと絵や地図の作成に熱中し、読書もよくしていたのだという。そして大学の学費が払えないという理由で国軍士官学校の試験を受け、18歳で入学した。

## 軍歴
1968年、国軍士官学校第9期生として、文学の学士号を取得して卒業し、少尉として任官した。1980年代はシャン州でビルマ共産党（CPB）との戦いに明け暮れていた。テインセイン兄・トゥンミンによると、軍隊生活は過酷なものであったようだ。
弟は18歳の時に国軍士官学校に入り、それ以降は戦場で過ごしてきました。ジャングルで食料が尽き、草や根を食べることもあった。マラリアに感染して高熱で苦しみました。中将の時は心臓を病み、ペースメーカーを入れました。いつも鉄製のヘルメットを被っていたおかげで、前頭部の髪はほとんど失われています。
1992年から1995年まで陸軍参謀本部、1996年から2001年まで三角軍区司令部司令官と国軍の出世コースを歩んだ。三角軍区司令部司令官時代は、ワ州連合軍（UWSA）とタイ当局と交渉して、国境沿いの紛争を解決した。この経験からタイ人を信用せず、嫌っているとも噂される。その後もタンシュエに引き立てられて出世の階段を上り、2003年には国家平和発展評議会（SPDC）第2書記となり、2004年からは制憲国民会議招集委員会委員長に就任し、新憲法の起草に取り組んだ。

## 首相
2007年5月、白血病の治療中だったソーウィン首相の後任として暫定首相に任命され、 2007年10月12日にソーウィンが亡くなると、10月24日に正式に首相に任命された。外国の外交官や政治家と接し、また外遊をしなければならない立場だったが、首相就任の時点でテインセインが訪れたことのある外国は中国とシンガポールだけだった。
首相に就任した後、テインセインは国中を隅々まで回った。貧しい村を訪れると、実業家に電話をして寄付を頼むこともあったのだという。2008年5月2日・3日、サイクロン・ナルギスがエーヤワディー・デルタ地帯を襲い、死者・行方不明者10万を超える大惨事となり、テインセインの生まれ故郷のチョンクー村も甚大な被害を受けた。テインセインは首相として、国家防災中央委員会委員長として奮戦したが、被災地に必要な援助を提供できない政府の無力さにショックを受けたのだという。そしてこの経験がテインセインの考え方を変える大きな転機となったと言われている。
2010年4月、テインセインを含む主要閣僚が、国軍を退役して民間人となり、連邦団結発展党（USDP）を設立。テインセインは党首に就任した。そして11月7日に実施された総選挙でUSDPは圧勝した。大統領候補については、 トゥラ・シュエマンが最有力候補だったが、当時軍政内の序列4位だったテインセインが選出された。誰もが予想しない人事で驚きをもって迎えられたが、タンシュエが自分の地位を脅かさない野心のない人物を選んだと伝えられている。

## 大統領
2011年3月30日、テインセイン政権が発足。国名も「ミャンマー連邦」から「ミャンマー連邦共和国」に変更された。ただ連邦レベルの閣僚47人中37人が国軍出身（うち現役が5人）、管区・州の首相14人のうち13人が退役軍人、国・州・地方議会の議席の4分の1が現役軍人、USDPの議員の大半は退役軍人とその支持者、上級公務員の80%が退役軍人ということで、実質軍政と変わらないとして、当初、テインセイン政権に対する期待はあまり高くなかった。しかし同年7月19日、ネピドーのアウンサンの肖像画の掛かる部屋でテインセインとスーチーの会談が実現すると、一気に改革が加速する。
テインセインは外部有識者や実務経験者を大統領顧問として登用し、周囲を改革志向の強い側近で固めた。そして政治犯の釈放、表現・報道の自由拡大、NLDの政党再登録、住民の反対の声が強かった中国との共同事業・ミッソンダム建設計画の凍結、少数民族武装勢力との和平調停、各種経済改革などを断行し、そのスピードは国内外の関係者を驚かせるほどだった。スーチーも非常に協力的で、国際政治の場でテインセインの改革への協力を各国に呼びかけた。そしてアメリカによる経済制裁も徐々に緩和され（最終的に全面解除）、日本、韓国、欧米諸国もそれに追随した。つまり、テインセインによる社会経済政策の自由化、スーチーの協力、欧米による容認の3つの歯車が噛み合って、ミャンマーは劇的に変身を遂げたのであった。ちなみにタンシュエはほとんど国政に口出ししなかったのだという。

テインセインは、国連事務総長ウ・タントの孫であり、政権にも深く関わったタンミンウーに、かつてこう語ったことがあるのだという。
私には民主主義の経験がまったく、なかった。1950年代のことは幼かったから何も覚えていない。大統領に就任した当初は、何をしたら良いのかわからなかった。だから自問したのだ。人々が本当に求めているのは何か。そして、普通の人々にとって、もっとも重要なことは、十分な食べ物があること、金がなくても、子供たちを学校に通わせられること、それと医療が受けられることだと感じた。村で貧しく育った私が1番やりたかったのは、村人たちの暮らしを良くすることだ。それが私の心底からの願いだった。
ちなみに大統領就任まもなく、2011年5月に開催された大統領主催の第1回ワークショップのテーマは「農村開発と貧困削減」だった。2012年、テインセインはノーベル平和賞の有力候補に上げられたが、結局、欧州連合（EU）が受賞し、惜しくも受賞はならなかった。
しかし2013年頃にはこの歯車が狂い始める。大統領になれず、下院議長になったトゥラ・シュエマンが、スーチーに接近。USDP・軍人議員は、テインセイン派と トゥラ・シュエマン派に分かれて対立した。スーチーも自身の最大の目標である憲法改正が遅々として進まないことに苛立ちを見せるようになり、徐々にテインセインとの溝が深まっていった。毎日新聞記者・春日孝之がスーチーにインタビューした時、テインセインがノーベル平和賞の候補に上がった感想を尋ねると、彼女は「彼が相応しいとは思いません。率直に言ってノーです」と答えたのだという。

また2012年頃からラカイン州始め、ミャンマー各地でムスリムと仏教徒の衝突が頻発するなど、不穏な雰囲気が漂い始めていた。しかしテインセインもまた、ミャンマー愛国協会（マバタ）のようなムスリムヘイトを撒き散らす過激派仏教徒を厳しく取り締まることなく、むしろ彼らが後押しする民族・宗教保護法案を議会で成立させたりした。
2015年11月8日に実施された総選挙にテインセインは出馬せず、政界を引退した。そして選挙はNLDが圧勝。懸念されていた政権移譲も円滑に行われ、NLD政権が成立した。
2016年3月30日、テインセインはティンチョーに大統領の座を譲り渡した。大統領公邸で過ごした日々は人生でもっとも厳しい日々だったと振り返っている。彼の妻と娘は大統領公邸を「悪の温床」と呼んでいたそうだ。

## 大統領退任後
大統領退任後は仏門に入り、2021年のクーデター後も表舞台には出ず、多額の年金を受けつつ、ネピドーの自宅で絵を書いたり、小説を書いたり、マンゴーを育てたりして静かな生活を送っていると伝えられていたが、2023年4月、元国連事務総長の潘基文がミャンマーを訪問した際にはテインセインも面会した。また2024年6月29日、中国で行われた平和五原則発表70周年記念式典に出席して、王毅外相らと会談、ひさしぶりに公の場に姿を現した。

## 年譜
出典: 
- 1988年 - 第55軽歩兵師団（階級：少佐 勤務地：シャン州カロー）
- 1989年 - 指揮幕僚大学（CGSC）卒業（シャン州カロー）
- 不明 - 東部司令部第2戦略司令官
- 不明 - 第89歩兵大隊隊長（ザガイン地方域ケール）
- 1992年～1995年 - 陸軍参謀本部（階級：大佐 勤務地：ヤンゴン）
- 1995年 - 軍作戦司令部（勤務地：ヤンゴン・マウビ郡区）新たに編成された軍司令部の設立を任される。
- 1996年～2001年 - 三角軍区司令部司令官（階級：准将 勤務地：シャン州ケントン郡区）
- 2003年8月～2004年10月 - 国家平和発展評議会（SPDC）第2書記
- 2004年10月～2007年10月 - SPDC第1書記
- 不明 - 警察改革委員会委員長
- 2004年1月～不明 - 未成年者雇用防止委員会委員長
- 2004年5月～2007年9月 - 国民会議招集委員会委員長
- 2007年5月～2011年2月 - 病気療養中のソーウィンの首相代行。同年10月に正式に首相に就任。
- 2008年10月～2011年2月 - 国家防災中央委員会委員長（サイクロン・ナルギスの救援活動の監督）
- 2010年4月26日～2011年2月 - 軍籍を離脱し、29日に連邦団結発展党（USDP）党首。（大統領選出と同時に党籍離脱）
- 2010年11月7日～2011年2月 - 連邦議会議員（大統領選出と同時に失職）
- 2011年3月30日～2016年3月30日 - 国防治安評議会議長
- 2011年3月30日～ 2016年3月30日 - 大統領に就任。ポスト廃止に伴い首相を退任。
- 2016年4月22日 - USDP党首に復帰。それにともないトゥラシュエ・マン前下院議長を含む17人を党から除名[28]。

## 大統領時代の年譜
出典 
- 2011年3月30日 - 大統領就任。

ミャンマーでは50年ぶりに民主的に選出された大統領だった。
- 2011年5月17日 – 初の大統領恩赦。

一連の恩赦釈放の始まりとして、合計1万4,600人の囚人が釈放され、そのうち2千人以上が政治犯だと発表された。テインセインは2013年末までに政治犯を1人も残さないと約束したが、人権団体によれば、任期終了の時点で約100人の政治犯が投獄され、400人以上が裁判を待っている状態だった。
- 2011年6月9日 – カチン州で戦闘勃発。

国軍とカチン独立軍（KIA）との間で激しい戦闘が勃発し、17年間続いた停戦が終結した。KIAは2015年の全国停戦合意にも署名しなかった。
- 2011年8月19日 – テインセイン大統領がアウンサンスーチーと会談。

アウンサン将軍の肖像画が描かれた部屋で会談。これを機に改革えが加速化した。
- 2011年9月30日 – ミッソンダムの建設中止。

住民の反対運動が高まっていた、中国との共同プロジェクト・カチン州のるミッソンダムの建設を任期中は停止すると発表し、国民の拍手喝采を浴びた。しかし中国政府は激怒し、禍根を残す。
- 2011年11月30日 – ヒラリー・クリントン米国務長官がミャンマーを訪問。

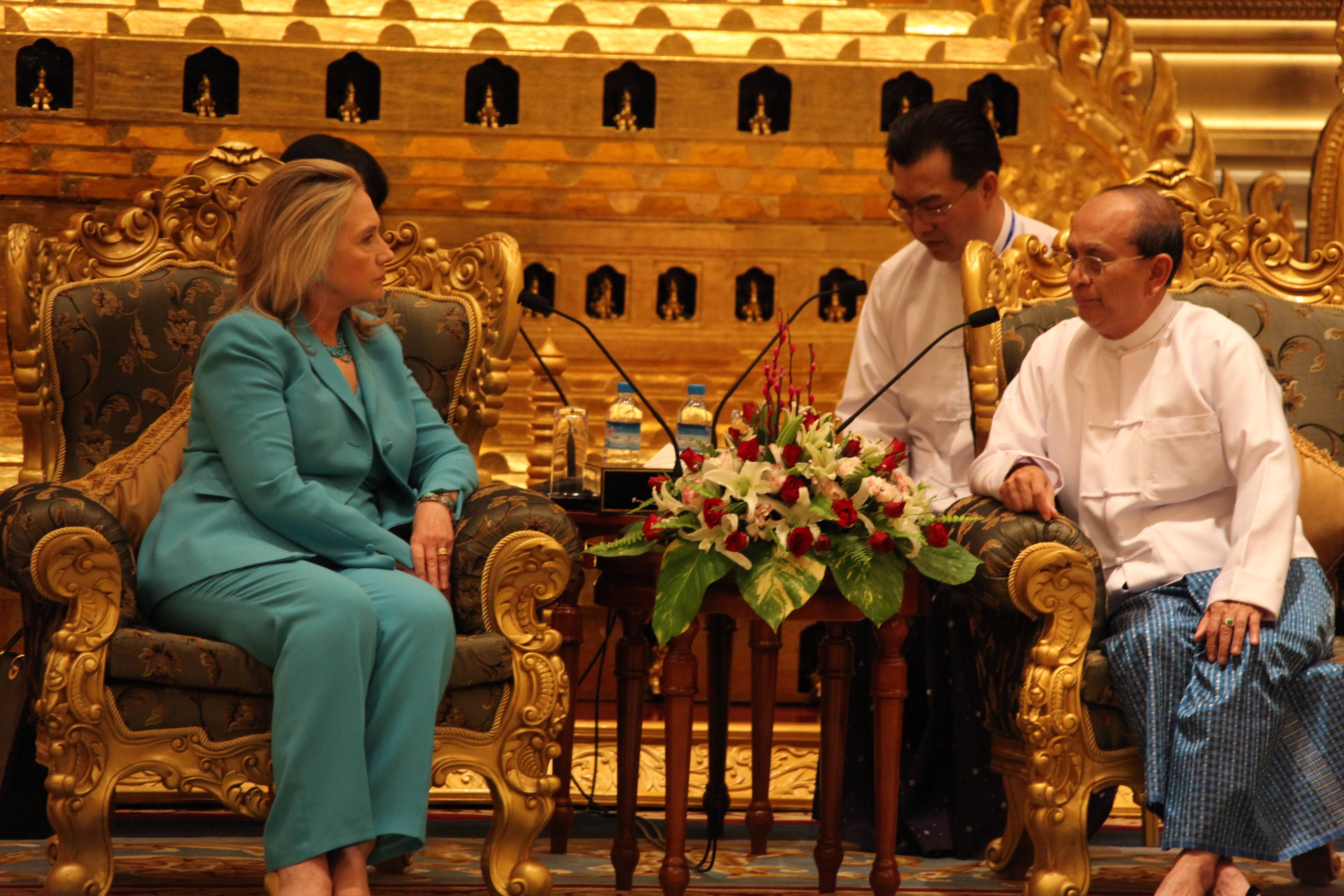
テインセイン大統領とヒラリー・クリントン米国務長官（2011年）

米国務長官のミャンマー訪問は1955年のジョン・フォスター・ダレス以来、56年ぶりだった。ヒラリーはテインセインとスーチーと会談し、アメリカはまだ経済制裁解除の準備ができていない旨を伝えた。
- 2011年12月23日 – 国民民主連盟（NLD）が正式に政党として登録。

NLDは、翌年4月に予定されていた補欠選挙を前に政党として再登録した。同党は2010年の選挙をボイコットした後、軍政によって登録抹消されていた。
- 2021年1月 - ミンコーナイン、コーコージーなど88年世代の民主化活動家やサフラン革命の指導者だった僧侶たちや国防省情報局（DDSI）局長・キンニュンなど政治犯を恩赦により釈放。

- 2012年4月1日 – NLDが補欠選挙で圧勝。

補欠選挙が行われた45選挙区のうち、NLDは候補者を立てた44選挙区うち43選挙区で勝利した。スーチーもヤンゴン南西部のカウム選挙区で当選し、連邦議会議員となった。
- 2012年4月 - 第4回日本・メコン地域諸国首脳会議に出席するため来日し、当時の野田佳彦首相と会談した[30]。

- 2012年6月 – ラカイン州でムスリムと仏教徒が衝突。

ラカイン州でムスリムと仏教徒の衝突が発生し、その後全国に波及した。ラカイン州のムスリムの多くはロヒンギャである。一方でテインセインは、ロヒンギャの人々に対して『国民証明書(NVC:National Verification Certificates)』の交付を試みている。2012年7月11日、当時国連難民高等弁務官だったアントニオ・グレーデスと面会したテインセイン大が、ミャンマー語のみの声明で、次のように述べている（ちなみに、この声明は「テインセイン大統領は『国連はすべてのロヒンギャを抑留して、海外に放逐すべきだ』と述べた」と誤って報道された）。
植民地時代に多くのベンガル人が職を求めてラカインを訪れ、その一部はミャンマーにとどまることを選んだ。ミャンマーの憲法の下では、これらの移民の3代目の子孫は、すべてミャンマーの市民権を得る権利を保障されている。しかし、植民地時代が終わった後にミャンマーにやってきて、ロヒンギャと名乗っている不法移民もいる。彼らの存在は安定を脅かしており、われわれは彼らに責任を持つことができない。国連は彼らを、第三国に移送されるまで、難民キャンプに収容すべきだ。
テインセインのこの発言は、1948年以降に不法入国した者たちを除いて、ムスリムは市民権を保証されていることを追認するもので、これまでのどの政府のトップよりもかなり踏みこんだ発言だった。後にこの発言はテインセインのホームページから削除された。
- 2012年8月20日 – 出版前検閲の廃止

ほぼ50年続いた出版前検閲を廃止した。これ以前は週刊紙その他の出版物は、すべての記事を事前に情報省の報道審査登録部に送る必要があり、記事は承認、削除、または却下された。これにより多くの新聞・雑誌が発刊されたが、乱立状態となり、生き残ったのはわずかだった。
- 2012年11月19日 – バラク・オバマ大統領がミャンマーを訪問。

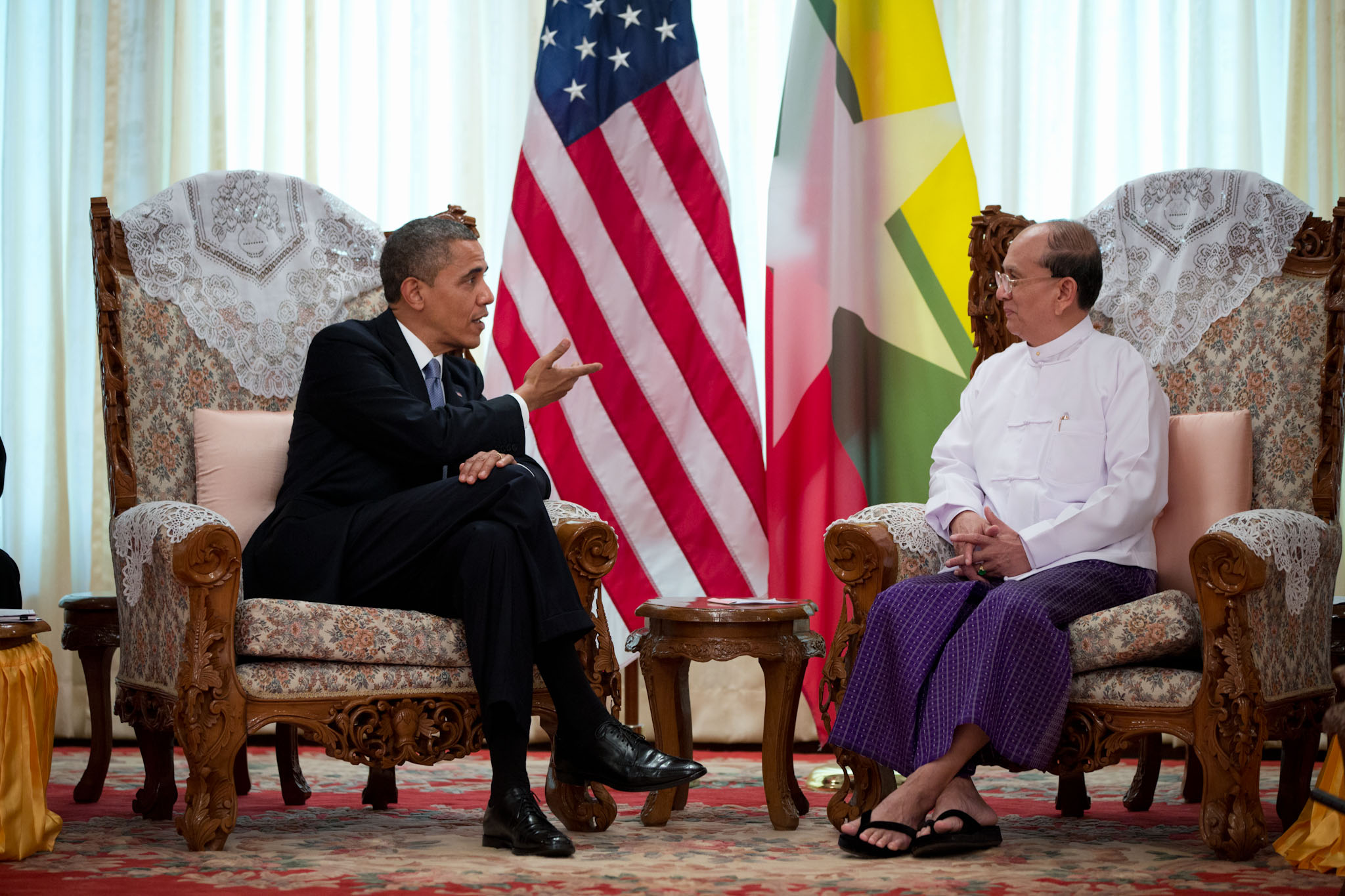
オバマ米大統領と会談するテインセイン大統領（2012年11月18日）

ユリシーズ・グラントは1979年、大統領退任後に行った世界一周旅行の最中にミャンマーを訪れ、ハーバード・フーヴァーは鉱山技師としてミャンマーで働いていたことがあり、リチャード・ニクソンは副大統領時代にミャンマーを訪れたことがあったが、現職の米大統領ではオバマが初めてだつた。訪問中、オバマはテインセインとスーチーと会談し、進行中の改革を大いに称賛し、人権侵害が続いていることへの懸念も表明した。
- 2013年3月20日 – メイッティーラでムスリムと仏教徒が衝突。

ミャンマー中部の都市メイッティーラで、金地金店での口論がムスリムのと仏教徒間の暴動に発展。40人以上が死亡し、放火により数千人が家を失った。テインセインは非常事態宣言を出した。2013年5月にはラーショー、2014年7月にはマンダレーでも宗派間の暴動が発生した。

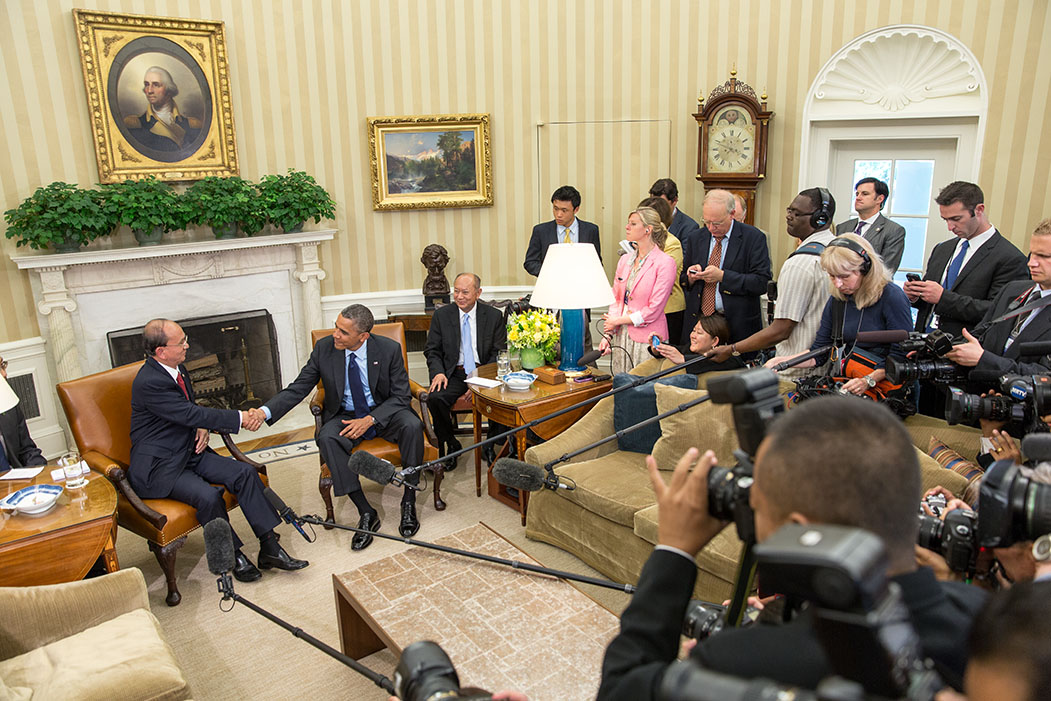
訪米中、オバマ米大統領と会談するテインセイン大統領（2013年）

- 訪米中、オバマ米大統領と会談するテインセイン大統領（2013年）2013年5月20日 – テインセイン大統領がアメリカを訪問。

テインセイン大統領は、ネウィンが1966年に訪米して以来、アメリカを訪問する初のミャンマー国家元首だった。オバマ米大統領は初めてこの国をミャンマーと呼んだ。
- 2013年5月25日・26日 -  安倍晋三首相がミャンマーを訪問[33]。

安倍首相はテインセイン大統領、スーチーと相次いで会談。対日債務5000億円の返済免除と510億円の円借款の再開、400億円の無償資金協力を約束した。
- 2014年5月11日 – ミャンマーが初のASEANサミットを開催。

テインセイン大統領はASEAN第24回首脳会議を主催した。これは、ミャンマーが1997年にASEANに加盟して以来、初めてのことだった。

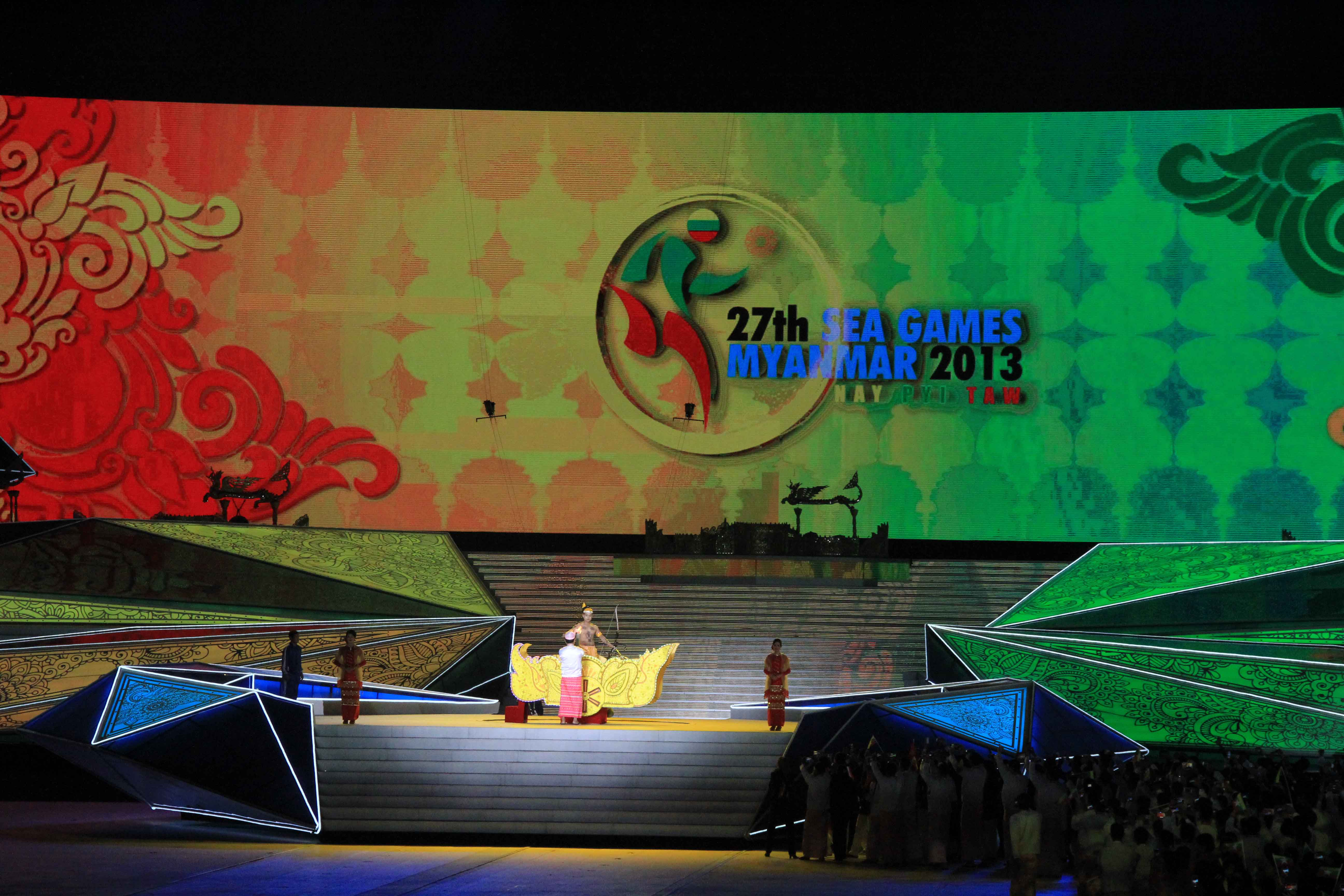
ネピドーで開催された第27回東南アジア競技大会（2013年）

- ネピドーで開催された第27回東南アジア競技大会（2013年）2013年12月 - 44年ぶりにミャンマーで東南アジア競技大会が開催される。ミャンマーは金メダル数で第2位と大躍進した。

- 2014年7月10日 – ユニティファイブの判決

4人のジャーナリストと、現在は廃刊となったユニティ・ジャーナルの最高経営責任者が、1923年の国家機密法に違反した罪で懲役10年の刑を受けた（後に懲役7年に減刑）。これは、国軍がマグウェ地方域の工場で化学兵器を製造していたとの報道を受けてのものだが、国軍はこの主張を否定している。
- 2014年11月12日 – オバマ大統領がミャンマーを再訪問。

オバマ大統領は再びテインセインとスーチーと会談。ヤンゴン大学で行われた演説会で、オバマは、今後も困難が待ち受けており、変化に抵抗する人もいるかもしれないが、「この国では後戻りできない何かが起こっている」と語った。
- 2015年2月9日 – コーカン紛争

国軍とミャンマー民族民主同盟軍（MNDAA）との間で戦闘が勃発。数千人が避難を余儀なくされ、2月17日に戒厳令が布告された（11月17日解除）。
- 2015年3月10日 – レパダン弾圧[34]

新たに改正された国家教育法に反対して、マンダレーからヤンゴンへの抗議デモをしていた一団が、バゴー地方域のレパダンで当局に阻止され、100人以上が逮捕され、国際的な非難を浴びた。
- 2015年6月25日 – 軍人議員が憲法改正に反対票を投じる。

連邦議会でUSDPが提出した憲法改正案が審議されたが、軍人議員の反対に遭って、微修正に終わった。
- 2015年8月12日 – トゥラ・シュエマンがUSDPから追放される。

8月12日深夜、ネピードーのUSDP本部を警察が取り囲み、トゥラ・シュエ・マンがUSDP党首代行から解任された（議長職は継続）。
- 2015年10月15日 – 全国停戦合意に署名。

- 2015年11月8日 – 総選挙

NLDが圧勝した。
- 2016年3月15日 – ティンチョーが大統領候補に指名される。

NLDは、当時無名だったティンチョーを大統領候補にすると発表。副大統領候補には、NLDはチン州議会議員のヘンリーバンティオを、国軍はヤンゴン地方域元首相のミンスエを指名した。
- 2016年3月30日 – 政権移譲

テインセインはティンチョーに大統領の座を譲った。